# モーラ・ディ・バーリ
モーラ・ディ・バーリ（イタリア語: Mola di Bari）は、イタリア共和国プッリャ州バーリ県にある、人口約25,000人の基礎自治体（コムーネ）。

## 地理

### 位置・広がり

#### 隣接コムーネ
隣接するコムーネは以下の通り。
- バーリ
- コンヴェルサーノ
- ノイカッタロ
- ポリニャーノ・ア・マーレ
- ルティリアーノ